# 褐皮葱
褐皮葱（学名：Allium korolkowii）为葱科葱属的植物。分布在中亚地区以及中国大陆的新疆等地，生长于海拔1,500米的地区，多生长在山区的干旱山坡及山间盆地，目前已由人工引种栽培。